# 阿弥陀経
『阿弥陀経』（あみだきょう）は、大乗仏教の聖典の一つ。

## 概略
原題は『スカーヴァティー・ヴィユーハ』（梵: Sukhāvatī-vyūha）で、「極楽の荘厳」「幸あるところの美しい風景」の意味である。サンスクリットでは同タイトルの『無量寿経』と区別して『小スカーヴァティー・ヴィユーハ』とも呼ぶ。略称は、『無量寿経』の『大経』に対して、『小経』と呼ばれる。
『阿弥陀経』は、弟子の質問に答える形の経ではなく、釈迦自ら説く形式の経であるため浄土真宗では「無問自説経」（ウダーナ、優陀那経）に分類される。『阿弥陀経』は釈迦が弟子や聴衆の前で阿弥陀如来と西方浄土について説くという内容だが、阿弥陀如来への帰依を最重視する浄土真宗では、釈迦は阿弥陀如来の存在を説くために現れた存在だと解釈する。

## 成立年代

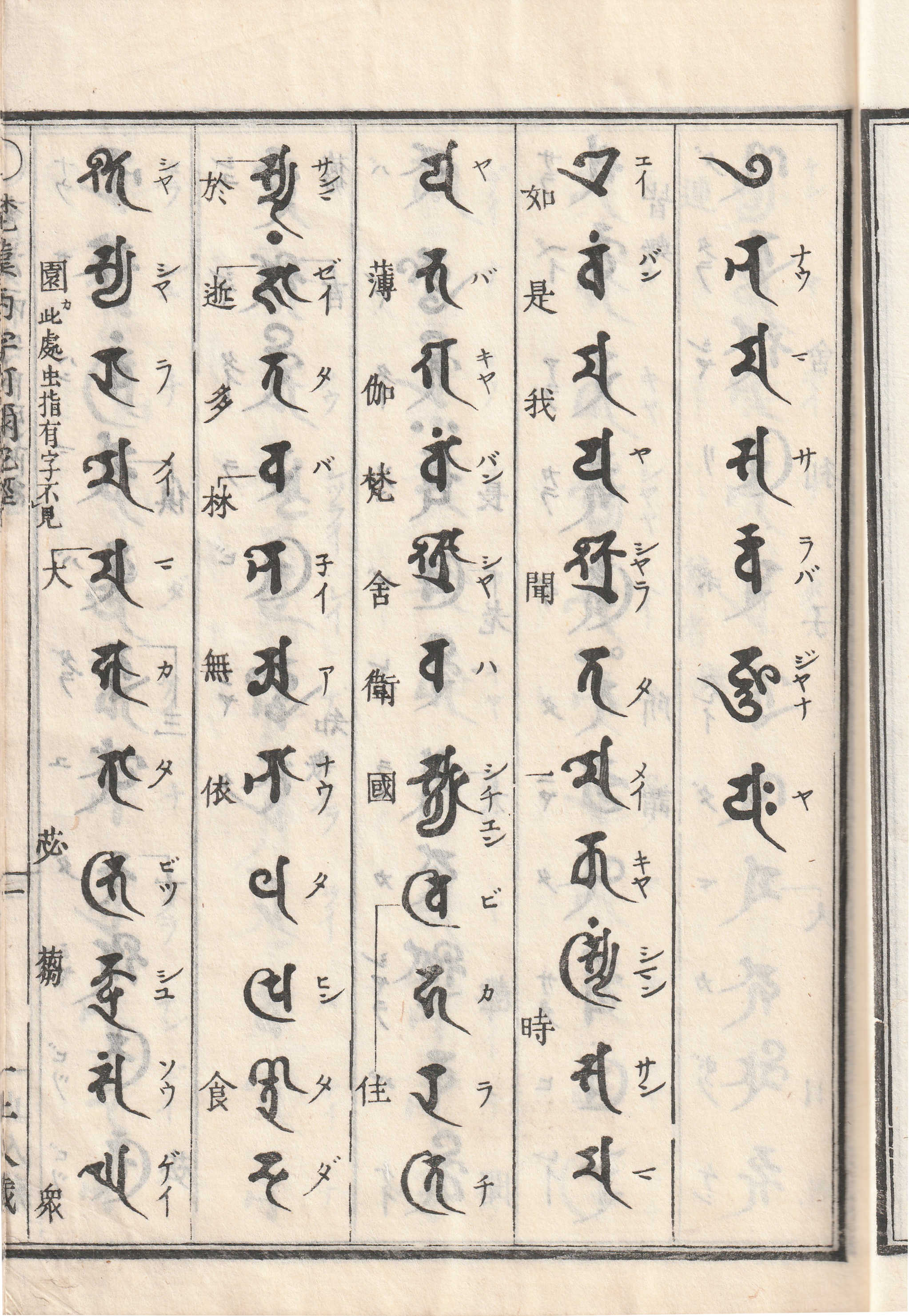
『梵漢両字阿弥陀経』。写真は安永2年(1773年)の刊本。梵字によるサンスクリット語原文を中心に、右脇にカタカナで発音を、左脇に漢字で意味を示す。

1世紀頃に北インドで成立したと推定されている。サンスクリット写本、漢訳、チベット訳が現存する。
サンスクリット原典は古くから日本に伝えられ、円仁の請来目録に『梵漢両字阿弥陀経』という名が見られる。他に『弥陀経梵本承久本』という写本もあり、江戸時代から出版・研究されてきた。漢訳では、一般に『仏説阿弥陀経』（鳩摩羅什訳）が流布している。サンスクリット本との比較では羅什訳、チベット語訳、玄奘訳の順に現存梵本に近い。

## サンスクリット原典
日本に伝えられていた原典が1894年に英訳され、フリードリヒ・マックス・ミュラーにより出版されている（「オクスフォード本」と称される『東方聖典叢書』第49巻）。

## 漢訳

### 仏説阿弥陀経

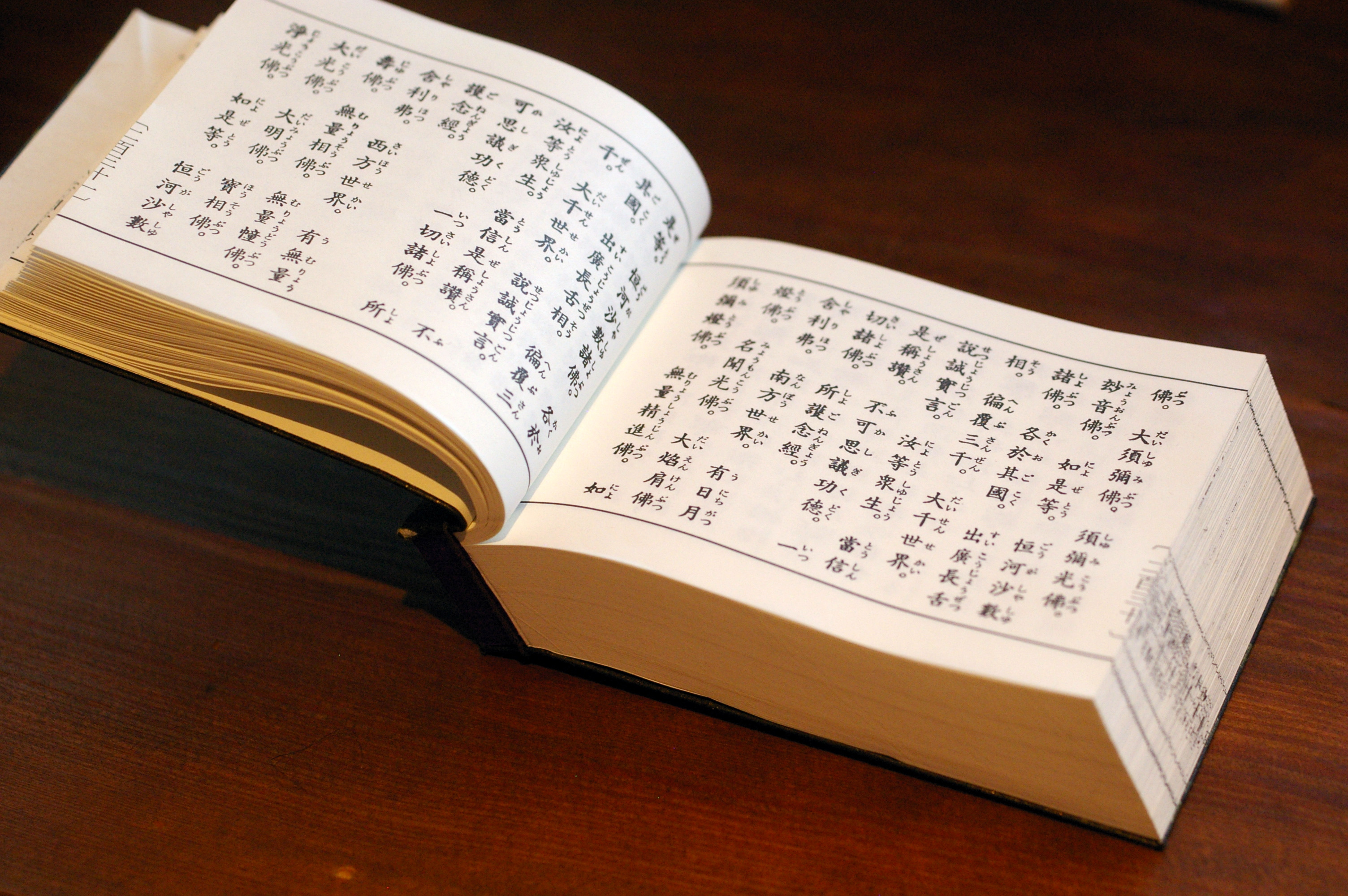
鳩摩羅什訳による仏説阿弥陀経

- 『仏説阿弥陀経(ぶっせつあみだきょう)』1巻 姚秦の鳩摩羅什訳、402年ごろ訳出。
- 日本の浄土教の根本聖典の一つで、『仏説無量寿経』（康僧鎧訳）、『仏説観無量寿経』（畺良耶舎訳）とともに「浄土三部経」と総称される。
- 本経を『阿弥陀経』と呼ぶのが定着したのは善導からで、それ以前では『無量寿経』という別名でも呼ばれていた[4]。曇鸞も道綽も本経を『無量寿経』という名前で呼んでいる[4]。
- 現存する漢訳本およびチベット訳本の中で、現存するサンスクリット原典に最も近い訳本である[3]。
- 「襄陽石刻阿弥陀経」という版では本文中に「一心不乱」に続いて、他本にない「専持名号以称名故諸罪消滅即是多善根福徳因縁」[4]という文が存在することが王日休『龍舒浄土文』で指摘される[5]。法然はこの引文に依って[5]、念仏の余行に優れて多善根であることを主張した[5][6][3]。
- 非常に短い経典のため、『四紙経』と別称される。
- 『大正新脩大蔵経』（以下、『大正蔵』） 第12巻 P346～P348。

#### 内容

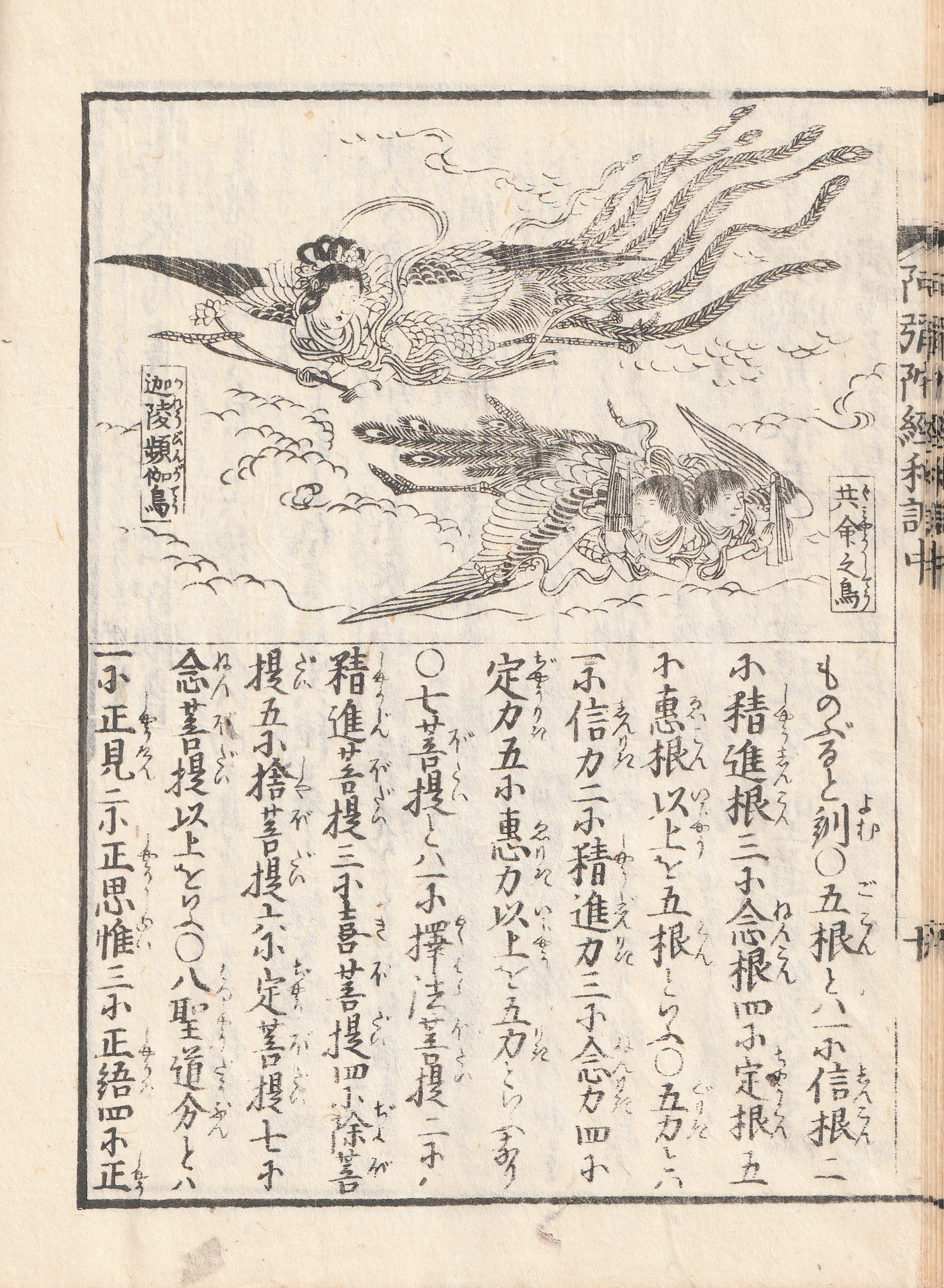
『阿弥陀経和訓図会』より。美しい声で鳴く迦陵頻伽と共命鳥

- 極楽に生まれるように願いを起こすべきであることを説き、ブッダにとって、この乱れた世界の人々にこれらのことを信じてもらうことはとても困難な事だったと締め括られる。
- 浄土の荘厳を説く部分に「極楽には多くの種類の美しい鳥がいる。これらは常に美しい声で鳴き尊い教えを説き述べている。その国の人々はみな、この鳴き声を聞き終わると仏法僧を念じるようになる。」とあるが、仏教では鳥を含む動物は、生前の悪行の報いとして畜生道に落ちた存在とされている。これについて阿弥陀経では「極楽には三悪趣（餓鬼道・畜生道・地獄道）は存在せず、そんな言葉もない。これらの鳥は阿弥陀仏が法を広めるために仮に作り出したものである。」としており、畜生である鳥がどうして極楽にいるのかという矛盾を回避している。

### 小無量寿経
- 『小無量寿経』1巻 劉宋の求那跋陀羅（ぐなばだら）訳[4]、455年ごろ訳出。
- 欠本[4]。

### 称讃浄土仏摂受経
- 『称讃浄土仏摂受経(しょうさんじょうどぶっしょうじゅきょう)』1巻 唐の玄奘（げんじょう）訳、筆受者は大乗詢[7][注 2]（だいじょうじゅん）、650年訳出。
- 『大正蔵』 第12巻 P348～P351。
- 鳩摩羅什訳「阿弥陀経」と比べて詳細な記述となっている。例をあげれば阿弥陀経では単に「有七寶池 八功德水」とある部分は、いちいち「七寶」や「八功德水」が何かを名を挙げて説明している。また、多くの諸仏が阿弥陀仏の説くことを信じるように薦める部分は、「阿弥陀経」は東・南・西・北・下・上の六方の世界の諸仏が登場するが、「称讃浄土仏摂受経」ではこれらに加えて東南・西南・西北・東北の世界の仏も登場し、合わせて十方世界となっている。ただし追加された世界に登場する仏は一人ずつである。
- また「若諸有情 生彼土者 皆不退転 必不復堕 諸険悪趣 辺地下賎 蔑戻車中」という部分が追加されている。「もし諸々の生きるものがその国土に生まれたなら、皆が不退転となり、絶対に畜生・餓鬼・地獄道にも「辺地」[注 3]にも「下賎」にも「蔑戻車」の中にも堕ちることはない」ということであるが、「下賎」は下層カーストに由来し、「蔑戻車」とは「ムレーッチャ」(梵: mleccha)のことで古代インドにおける異民族の蔑称である。
- 「辺地下賎 蔑戻車中」の部分は「辺境に住む卑しい異民族」とする説もあるが、「蔑戻車」だけでも蔑称であるため、それに加えて更に「下賎」という形容詞を付けるのかどうかという疑問もある。しかし、称讃浄土仏摂受経の原テキストとなったサンスクリット語（あるいはパーリ語）原典が発見されていないため、本訳の経文に見える異民族に対する差別的な思想や、詳細な表現となった点などは、鳩摩羅什訳の時代から約250年経過したためにサンスクリット原典が変化したためなのか、玄奘の付加なのかという点も含めて不明である。

## チベット語訳
イェシェーデとダーナシーラによる『'phags pa bde ba can gyi bkod pa shes bya ba theg pa chen po'i mdo』（聖なる“極楽の荘厳”という名の大乗経）が伝わる。